# (145452) Ritona
(145452) Ritona – planetoida z grupy obiektów transneptunowych, krążąca wokół Słońca w Pasie Kuipera, cubewano.

## Odkrycie i oznaczenie
Obiekt (145452) Ritona został odkryty 10 września 2005 roku w Apache Point Observatory w górach Sacramento przez A.C. Beckera, A.W. Pucketta i J.M. Kubicę.

Nazwa jest imieniem celtyckiej bogini brodów.

## Orbita
Orbita (145452) Ritona nachylona jest pod kątem 19,25˚ do ekliptyki, a jej mimośród wynosi ok. 0,025. Ciało to krąży w średniej odległości 41,6 j.a. wokół Słońca; na jeden obieg potrzebuje ok. 268 lat ziemskich. Peryhelium tego obiektu znajduje się w odległości 40,6 j.a., aphelium zaś 42,7 j.a. od Słońca.

## Charakterystyka fizyczna
Ta odległa planetoida ma wielkość szacowaną na ok. 679 km. Jej absolutna wielkość gwiazdowa wynosi ok. 3,69m.